# John Hagee
John Hagee, né le 12 avril 1940, est un pasteur chrétien  évangélique américain non confessionnel, responsable principal et fondateur de Cornerstone Church, une mégachurch de San Antonio.  Il est également connu pour sa défense du sionisme chrétien, un mouvement d'appui à Israël par les évangéliques américains. 

## Biographie
Il a étudié à l'Université des Assemblées de Dieu du Sud-Ouest de Waxahachie, Texas, et a obtenu un Bachelor of Science, puis il a étudié à l'Université Trinity (Texas) et a obtenu un deuxième Bachelor of Science . Il a également étudié à l'Université de North Texas en administration éducative et a obtenu un master en 1966.
Il a fondé la Trinity Church à San Antonio (Texas) en 1966, une deuxième Trinity Church en 1975 et la Cornerstone Church en 1975 . L’église a adopté des croyances pentecôtistes fondamentaliste .

### Christians United for Israel
Il adhère à une forme particulière de dispensationalisme qui enseigne la seconde venue du Christ à Jérusalem à la suite d'une victoire des Juifs sur leurs ennemis, ces derniers devant finalement accepter la messianité de Jésus. 
Il est le fondateur de l’organisation pro-israélienne Christians United for Israel (CUFI). Il figure parmi les invités lors de l’inauguration de l’ambassade des États-Unis à Jérusalem, le 14 mai 2018, en présence du premier ministre israélien Benyamin Netanyahou.

## Controverses
En 1998, dans son livre Final Dawn Over Jerusalem, il a affirmé que l'antisémitisme d'Adolf Hitler était lié à son origine catholique, et qu'Hitler était un chef spirituel dans l'Église catholique. William Donohue, le président de la Ligue catholique pour les droits civils et religieux, a critiqué ces commentaires. En mai 2008, après discussion avec Donohue et d'autres dirigeants catholiques, il s'est officiellement excusé.
Dans un sermon en 1999, il a affirmé « qu’Adolf Hitler a été envoyé par Dieu pour amener les Juifs en Terre promise . Lorsque cette citation a refait surface en 2008, il s’est publiquement excusé.
En 2006, il a affirmé que l’ouragan Katrina était une punition de Dieu contre une marche des fiertés planifiée.
Il s'est publiquement réjouit des violences israélo-palestiniennes de mai 2021, y voyant un nouveau signe prophétique : « Quand je vous dis que l’enlèvement de l’Église est imminent, “imminent” signifie que cela peut arriver à tout moment… Ce n’est pas une exagération ; c’est un euphémisme. Si vous n’êtes pas prêts, préparez-vous, parce que nous nous apprêtons à quitter ce monde ! ».